# Castello di Karlova Koruna
Il castello di Karlova Koruna (in ceco Zámek Karlova Koruna) si trova a Chlumec nad Cidlinou, comune del Distretto di Hradec Králové nella Regione di Hradec Králové, Repubblica Ceca. Il complesso monumentale del castello è stato dichiarato monumento culturale nazionale ed è stato edificato nel XVIII secolo.

## Storia

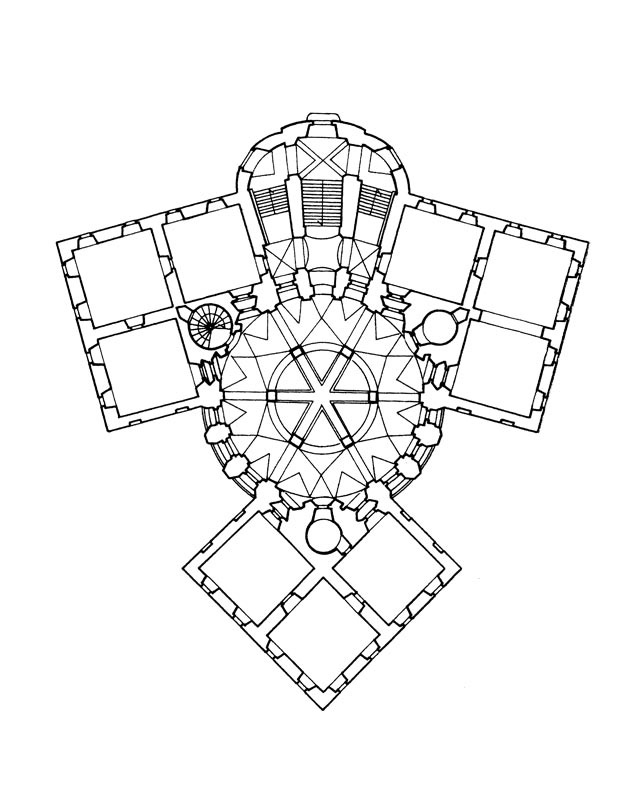
Particolare ed originale pianta del castello progettato da Jan Blažej Santini-Aichel

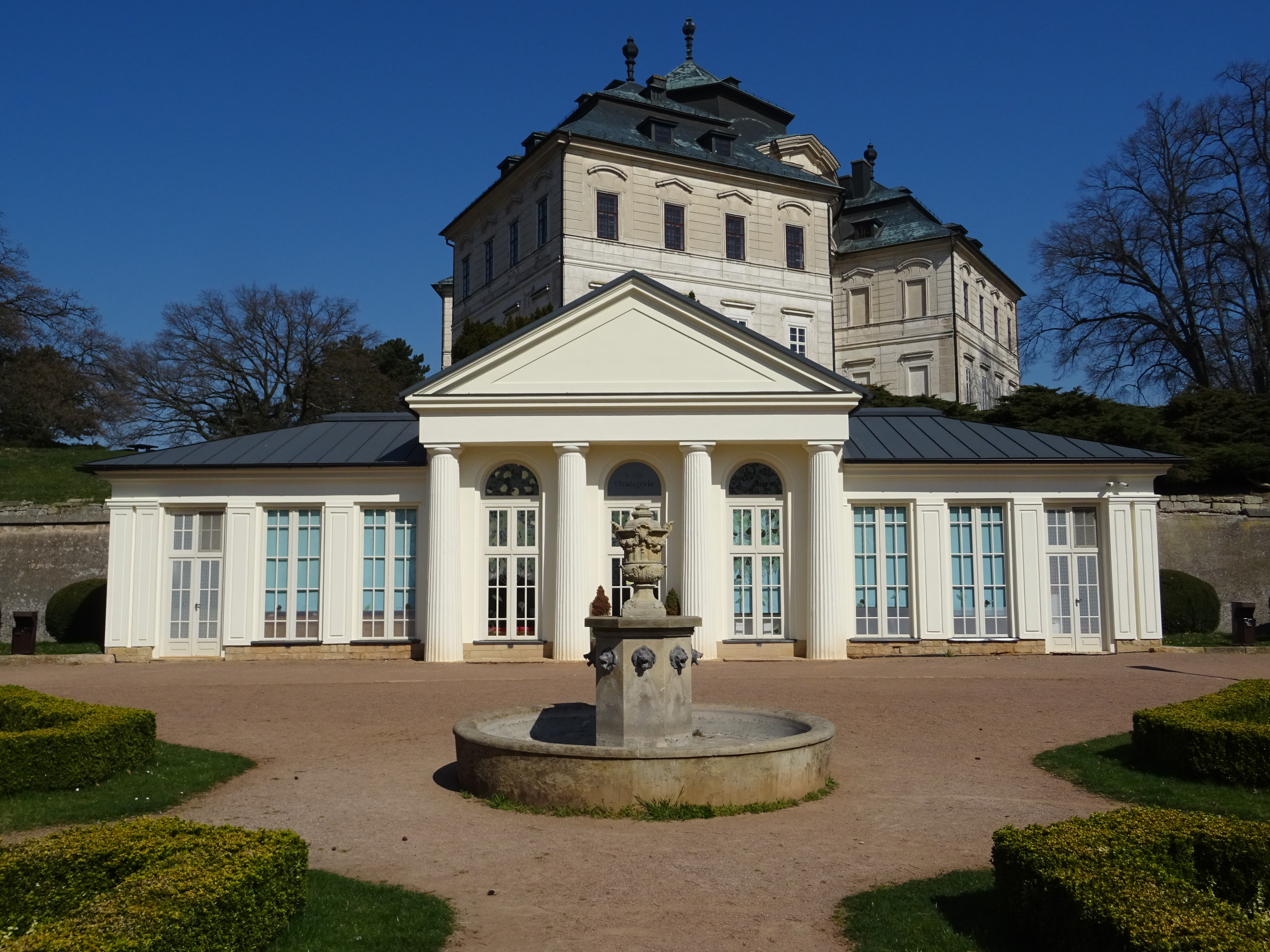
Parte del giardino del castello

Il villaggio di Chlumec nad Cidlinou, situato a circa 80 chilometri a est di Praga, all'inizio del XVII secolo fu signoria della nobile famiglia dei Kinský. Il maniero alto barocco di Chlumec nad Cidlinou fu costruito negli anni tra il 1721 e il 1723 per volere di František Ferdinand Kinský che ne affidò il progetto architettonico di base all'architetto ceco di origini italiane Jan Blažej Santini-Aichel mentre i lavori vennero poi seguiti dal famoso František Kaňka ottenendo così una struttura particolare e tra le più originali del Paese. František Ferdinand Kinský invitò nel suo nuovo palazzo l'imperatore  Carlo VI d'Asburgo e in suo onore volle chiamarlo Karlova Koruna (corona di Carlo). Il monarca ne venne lusingato e in segno di ringraziamento commissionò la fornitura di cavalli militari all'allevamento di proprietà dei Kinský che da quel momento divenne uno dei centri di allevamento equino del Paese che si specializzò, soprattutto dal 1838 con conte Oktavian Kinský, per cavalli vigorosi, di buon carattere e dal caratteristico colore dorato. La dimora venne requisita dopo la seconda guerra mondiale e venne restituito alla famiglia Kinský nel 1992.

## Descrizione
Il castello si trova a Chlumec nad Cidlinou, comune della Regione di Hradec Králové, Repubblica Ceca. Il disegno del maniero La sua struttura è particolare, il corpo cilindrico centrale dell'edificio è occupato dal grande salone principale a tre piani a cui sono collegate tre ali laterali residenziali. Una pianta simile si trova in molti degli edifici religiosi dell'architetto Jan Blažej Santini-Aichel e il palazzo di Karlova Koruna, pur su una scala completamente diversa, mantiene le stesse modalità di proporzione, simmetria ed equilibrio tra le parti. La facciata presenta dettagli e motivi tipici dello stile architettonico rinascimentale. Negli interni è presente una galleria con numerosi ritratti e si racconta inoltre la storia dell'allevamento dei cavalli di Chlumec. I terreni del castello coprendono il parco e diversi edifici di epoca successiva. Di particolare interesse è la cappella dedicata alla Vergine Maria dei Sette Dolori, probabilmente progettata e seguita dagli stessi architetti del castello.

### Monumento culturale della Repubblica Ceca
La tutela dei monumenti della Repubblica Ceca considera il grande complesso del castello di Karlova Koruna un monumento culturale tutelato col numero di catalogo 1000143337.